# Хечимович, Никола
Никола «Нико» Хечимович (хорв. Nikola "Niko" Hećimović), также известный как Николас Хечимовича (хорв. Nicholas Hećimovića; 26 ноября 1900 — 25 апреля 1929) — хорватский коммунистический организатор и секретарь югославского отделения Международной организации помощи борцам революции (МОПР).

## Биография
Никола Хечимович родился в семье среднего класса в Загребе. Его отец работал в администрации школы. В 1919 году Никола закончил Государственную торговую академию (хорв. Državna Trgovačka Akademija) в Загребе. Во время обучения его увлёк эгалитаризм коммунистической доктрины, и он стал одним из первых членов Коммунистической партии Югославии. В 1919 году Хечимович основал газету «Искра» (хорв. Iskra), которая рассказывала о новостях с коммунистической позиции, а также пропагандировала коммунистическую доктрину. Он также участвовал в создании Лиги коммунистической молодёжи Югославии. В 1920 году Хечимович уехал учиться в Прагу, спустя год вернувшись в Загреб и возобновив свою деятельность в молодёжной лиге. Увлечённый идеей создания организации наподобие «Красного креста» для помощи политическим заключённым и их семьям, он вступил в Центральный комитет Международной организации помощи трудящимся, которая в 1922 году была преобразована в Международную Красную помощь. В 1928 году Хечимович был избран секретарём её югославского отделения.
В 1929 году Коммунистическая партия и газеты были запрещены, а Хечимович попал под подозрение в подстрекательстве к мятежу. Он был арестован 20 апреля 1929 года, и после нескольких дней интенсивных допросов он и Джуро Джакович якобы сбежали и попытались скрылись в Австрию. По официальной версии времён коммунистической Югославии их вывезли в сельскую местность и затем казнили. Джакович и Хечимович были застрелены 25 апреля в ущелье Шеле (словен. Šelova graba) в местечке Шелово в северной части селения Велики-Боч.

## Память

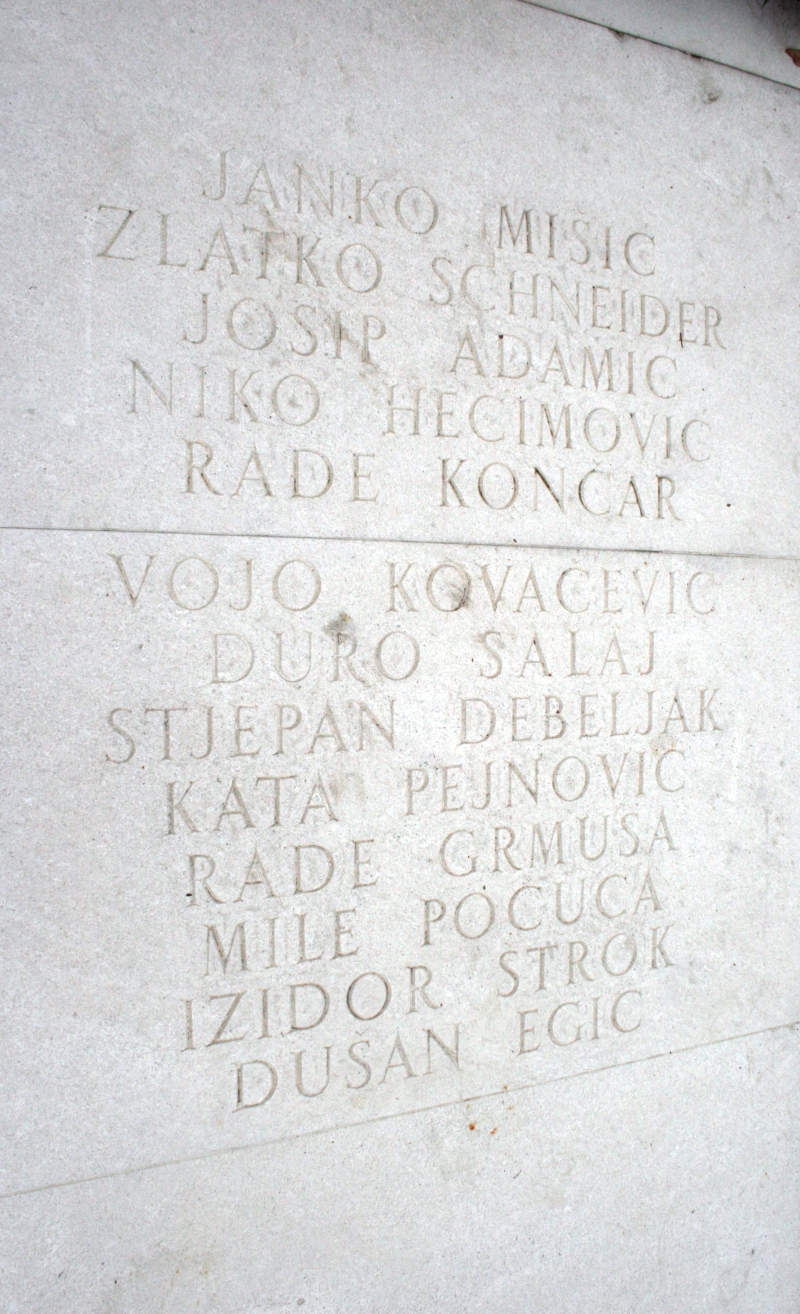
«Нико Хечимович» на правой плите Гробницы народных героев.

В 1968 году тело Хечимовича было перезахоронено на кладбище Мирогой в Загребе в Гробнице народных героев.
В 1976 году вышел фильм Мирослава Йокича «Четыре дня до смерти» (хорв. Četiri dana do smrti), рассказывающий об аресте и казни Джаковича и Хечимовича.
Улица в загребском районе Средняци носит имя Хечимовича.
В 1979 году Югославская почта выпустила марку, посвящённую 50-летию убийства Джаковича и Хечимовича.